# Стереографическая проекция

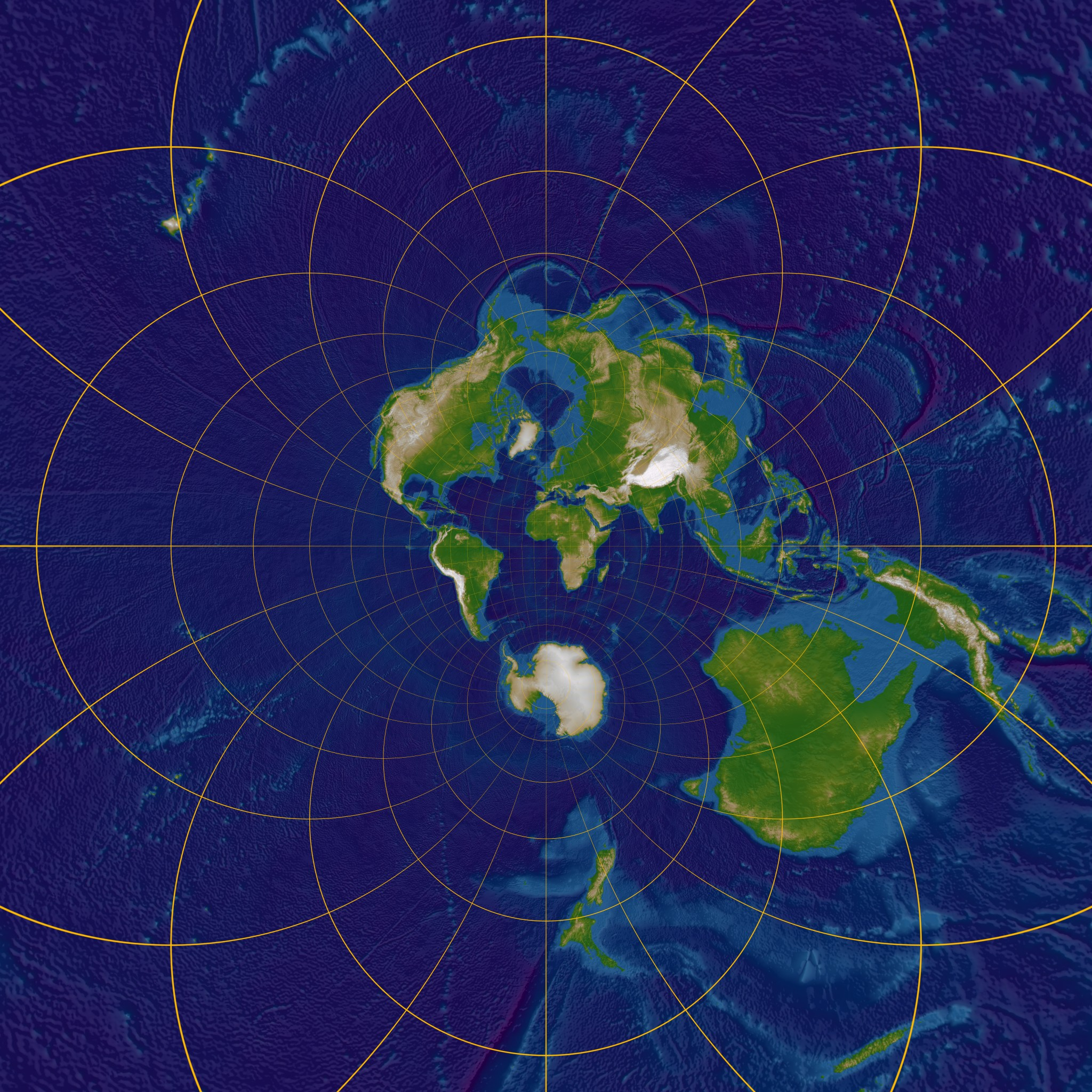
Карта поверхности Земли в стереографической проекции

Стереографи́ческая проекция — отображение определённого типа из сферы с одной выколотой точкой на плоскость.

## Определение

Стереографическая проекция

Точка {\displaystyle N} (северный полюс сферы) является точкой на максимальном расстоянии от плоскости {\displaystyle \Pi }. 
Через каждую точку {\displaystyle x\neq N} сферы проходит единственная прямая {\displaystyle D}, соединяющая {\displaystyle N} и {\displaystyle x}.
Прямая {\displaystyle D} пересекает плоскость в единственной точке {\displaystyle X}, которая, таким образом, является образом точки {\displaystyle x} при стереографической проекции.
В результате получается взаимно однозначное отображение сферы с выколотой точкой {\displaystyle N} на плоскость {\displaystyle \Pi }. 
Для того, чтобы получить взаимно однозначное отображение целой сферы, нужно дополнить плоскость элементом, являющимся образом выколотой точки {\displaystyle N}. 
Этот элемент — так называемая бесконечно удалённая точка, обозначаемая символом {\displaystyle \infty }. 
Плоскость, дополненная элементом {\displaystyle \infty }, называется расширенной плоскостью.
Стереографическая проекция целой сферы на расширенную плоскость является гомеоморфным отображением, при стремлении прообраза {\displaystyle x\to N} его образ {\displaystyle X\to \infty }.

## Свойства
- Стереографическая проекция является конформным отображением — она сохраняет углы между кривыми и форму бесконечно малых фигур. Стереографическая проекция переводит окружности на плоскости в окружности на сфере, а прямые на плоскости — в окружности, проходящие через центр проекции {\displaystyle N}.

- Стереографическая проекция отображает сопряжённые пучки меридианов и параллелей на сфере в сопряжённые эллиптический и гиперболический пучки окружностей на плоскости.

- Стереографическая проекция осуществляет гомеоморфизм комплексной проективной прямой {\displaystyle \mathbb {C} \mathrm {P} ^{1}} на двумерную сферу: для этого нужно рассмотреть двумерную (над полем {\displaystyle \mathbb {R} }) вещественную  плоскость с координатами {\displaystyle x,y} как одномерную (над полем {\displaystyle \mathbb {C} }) прямую комплексного переменного {\displaystyle z=x+iy}.

- Движения сферы стереографической проекции порождают  преобразования Мёбиуса на комплексной плоскости, подобно тому как Гномоническая проекция порождает проективные преобразования на плоскости[1].

## Приложения

### В фотографии

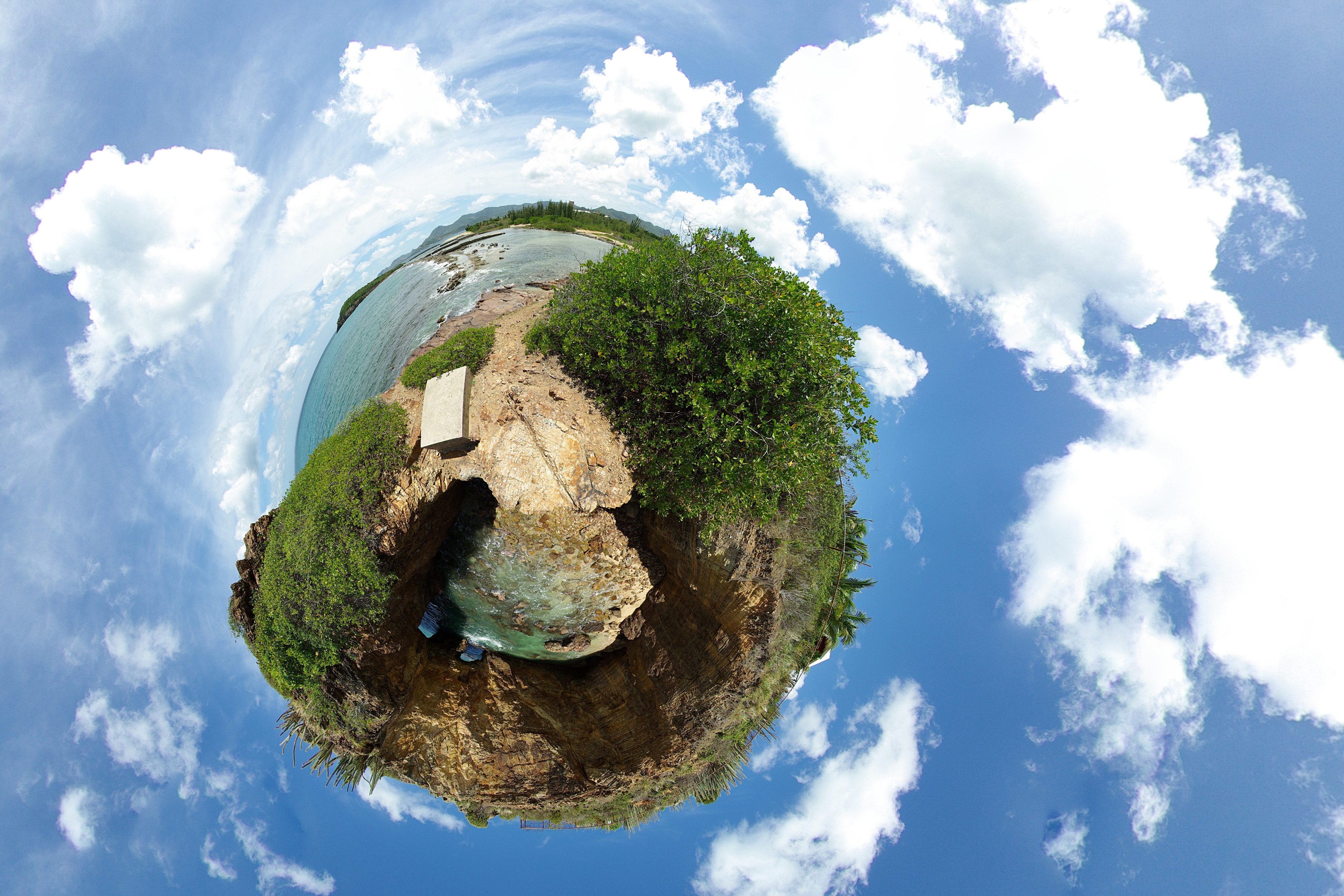
Сферическая панорама в стереографической проекции

Стереографическая проекция используется для отображения сферических панорам.
Это приводит к интересным результатам: области, удалённые от центра проекции, сильно растягиваются, производя так называемые «эффекты маленькой планеты».
В сравнении с другими азимутальными проекциями, стереографическая обычно производит самые приятные на вид панорамы; это связано с точной передачей форм в результате конформности проекции.

### В кристаллографии
Стереографическая проекция применяется для наглядного изображения точечных групп симметрии кристаллов.

## История
Стереографическая проекция была открыта Аполлонием Пергским ок. 200 года до н. э.
Свойства этой проекции были описаны Клавдием Птолемеем в трактате «Планисферий».
Античные астрономы использовали стереографическую проекцию для изображения небесной сферы на плоскости в астролябии.

## Вариации и обобщения
Стереографическая проекция приложима к n-сфере Sn в (n + 1)-мерном евклидовом пространстве En + 1.
Если Q — точка на Sn и E —  гиперплоскость в En + 1, то стереографической проекцией точки P ∈ Sn − {Q} является точка P′ пересечения линии {\displaystyle \scriptstyle {\overline {QP}}} с E.
Обобщенная стереографическая проекция используется, например, для графического представления 3-сферы и расслоения Хопфа.